# Cinemax
Cinemax es un canal de televisión por suscripción estadounidense propiedad de Home Box Office Inc., una subsidiaria de Warner Bros. Discovery. Cinemax principalmente transmite películas, junto con series originales, documentales y funciones especiales detrás de cámaras.
A partir de julio de 2015, la programación de Cinemax está disponible a aproximadamente 21,325 millones de hogares (18,3% de los clientes de cable, satélite y telecomunicaciones) en los Estados Unidos (20.785 millones de abonados o el 17,9% de todos los hogares con servicio de televisión de pago recibirá, al menos, el canal principal de Cinemax).

## Historia
Cinemax se lanzó el 1 de agosto de 1980 como respuesta de HBO a The Movie Channel (que en ese momento era propiedad de Warner-Amex Satellite Entertainment, una empresa conjunta entre Warner Communications y American Express, predecesora de Time Warner; TMC ahora es propiedad de la filial de Showtime Networks de CBS Corporation, anteriormente bajo Viacom de 1983 a 2005). Cinemax fue originalmente propiedad de Time-Life Inc., que más tarde se fusionó con Warner Communications en 1989 para formar Time Warner en la actualidad.
A diferencia de HBO, y la mayoría de los canales de cable y transmisión ya en el aire en el momento de su lanzamiento, Cinemax transmitió un horario de 24 horas al día desde su inicio de sesión (HBO solo ejecutó nueve horas de programación al día desde 3:00 p. m. hasta la medianoche, hora del Este hasta septiembre de 1981, cuando adoptó un horario de fin de semana de 24 horas que se extendió hasta la medianoche hora del este los domingos por la noche, e implementó el horario de las 24 horas del 28 de diciembre de ese mismo año). El portavoz en el aire, Robert Culp, les dijo a los televidentes que Cinemax trataría sobre películas y nada más que películas. En ese momento, HBO presentaba una gama más amplia de programación, incluidos algunos intersticiales de noticias de entretenimiento, documentales, programación infantil, eventos deportivos y especiales de televisión (en forma de obras de teatro de Broadway, actos de comedia stand up y conciertos). Los clásicos de la película fueron uno de los pilares de Cinemax en su nacimiento, presentado "todo sin cortes y libre de comerciales", dijo Culp al aire. Un extenso programa de películas de los años 1950 a 1970 compuso la mayor parte del programa de programación del canal.
Cinemax tuvo éxito en sus primeros años porque los suscriptores de televisión por cable normalmente solo tenían acceso a alrededor de tres docenas de canales debido a que las cabeceras del sistema en el momento del debut de Cinemax solo podían transportar un número limitado de canales. Las películas eran la categoría de programas más solicitada entre los suscriptores de cable en ese momento, y Cinemax mostraba películas clásicas sin interrupciones comerciales y la edición de tiempo y contenido hacía que el canal fuera un complemento atractivo para los suscriptores de HBO. En muchos casos, los proveedores de cable no venderían Cinemax a clientes que aún no tenían una suscripción a HBO. Los dos canales generalmente se vendían como un paquete, y generalmente se ofrecían con un descuento para los suscriptores que optaban por obtener ambos canales. El precio típico de una suscripción mensual a HBO a principios de la década de 1980 era de US $12,95 por mes, mientras que Cinemax normalmente podía agregarse por entre US $7 y $10 extra por mes.
Durante la primera década de la cadena en el aire, Cinemax también emitió algunos programas musicales originales: durante la década de 1980, a partir del ascenso meteórico en la popularidad de MTV, Cinemax comenzó a transmitir videos musicales en forma de un intersticial que se ejecutó durante saltos extendidos entre películas llamadas MaxTrax; también ejecutó especiales de música bajo el lema Cinemax Sessions, así como la entrevista musical y la serie de presentaciones Album Flash durante ese mismo período de tiempo. A mediados y finales de la década de 1980 también se agregó una cantidad limitada de programación de series en el calendario de Cinemax, incluyendo la serie de comedia de esbozos Second City Television (cuyos derechos de transmisión en los Estados Unidos fueron adquiridos por la NBC en 1983) y la serie de ciencia ficción Max Espacio libre (que también se emitió en la ABC desde 1987 hasta 1988). También se emitieron ocasionalmente especiales de comedia en el canal a fines de la década de 1980, bajo el lema Cinemax Comedy Experiment, que presentaba bocetos de forma libre y estilos de improvisación de varios cómics emergentes (como Howie Mandel, Chris Elliott y Eric Bogosian). Aunque su programación se había diversificado, Cinemax había seguido siendo un canal de películas. En febrero de 1988, la primera transmisión de la red de la comedia de acción de 1987 Lethal Weapon se convirtió en la transmisión de mayor audiencia en la historia de Cinemax en ese momento, con un promedio de 16.9 de índice de audiencia y 26 de share.
En 2001, Cinemax comenzó a cambiar su enfoque de solo emitir largometrajes de segunda ejecución que se transmitieron previamente en el canal hermano HBO antes de su debut en Cinemax, a estrenar películas de gran éxito y menos conocidas antes de su emisión inicial en HBO. 
En febrero de 2011, Cinemax anunció que comenzará a ofrecer programación original para competir con su canal hermano HBO, y rivaliza con Showtime y Starz, así como debido a la competencia de otros servicios de películas como Netflix; estos programas también se agregaron en un esfuerzo por cambiar la imagen histórica de Cinemax como un canal conocido principalmente por llevar series y películas pornográficas softcore.